# Gare de Lezennes
La gare de Lezennes est une gare ferroviaire française de la ligne de Fives à Baisieux, située sur le territoire de la ville de Lille (plus précisément sur le territoire de l'ancienne commune d'Hellemmes et près du lieu-dit Mont-de-Terre dans le quartier de Fives), à proximité de la commune de Lezennes, dans le département du Nord en région Hauts-de-France.
C'est une halte voyageurs de la Société nationale des chemins de fer français (SNCF), desservie par des trains TER Hauts-de-France.

## Situation ferroviaire
Établie à 33 mètres d'altitude, la halte de Lezennes est située au point kilométrique (PK) 2,932 de la ligne de Fives à Baisieux, entre les gares de Lille-Flandres et de Hellemmes.

## Service des voyageurs

### Accueil
Halte SNCF, c'est un point d'arrêt non géré (PANG) à accès libre.
Un passage planchéié permet la traversée des voies et le passage d'un quai à l'autre.

### Desserte
Lezennes est desservie quotidiennement par des trains TER Hauts-de-France et IC de la SNCB, effectuant des missions entre Lille-Flandres et Tournai. Toutefois, certains IC poursuivent leur route au-delà de Tournai, jusqu'à Namur notamment.

### Fréquentation
D'après les données chiffrées recueillies annuellement par la SNCF, la fréquentation de la gare a ainsi évoluée depuis 2015 :
| Année     | 2015  | 2016  | 2017  | 2018  | 2019  | 2020 | 2021 | 2022 | 2023  |
| Voyageurs | 1 311 | 1 466 | 1 447 | 1 274 | 1 207 | 532  | 582  | 644  | 1 855 |

### Intermodalité
Un parc de stationnement pour les véhicules y est aménagé. Un arrêt de bus du réseau urbain Ilévia, desservi par les lignes 18, C9 et 926, est situé à environ 100 mètres sur le boulevard de Lezennes.